# Christian De Sica
 (août 2018).
Pour les articles homonymes, voir De Sica.
Christian De Sica, né le 5 janvier 1951 à Rome, est un acteur et réalisateur italien.

## Biographie
Il est né le 5 janvier 1951 à Rome, il est le fils de Vittorio De Sica et de Maria Mercader.
Grâce à l'aide de son père, il réussit à faire ses premiers pas au cinéma avec des maîtres comme Roberto Rossellini (Blaise Pascal, 1971) ou avec son père (Una breve vacanza, 1973).
Après Night Club, dernier film de Sergio Corbucci, et le mythique Sapore di Mare au côté de Virna Lisi, Christian De Sica devient un des acteurs les plus connus du Cinema Panettone, film comique dont l'intrigue suis la trame des vaudevilles, souvent en duo avec Massimo Boldi ; parmi ces films : Vacanze di Natale (1983), A spasso nel tempo 1 et 2, Paparazzi (1998), Tifosi (1999), SPQR et Christmas in Love (2004), Natale in Crociera (2007) ou encore Vacanze ai Caraibi (2015).
Vainqueur de deux David di Donatello (équivalent d'un César en Italie) un pour Liquirizia (1979) et Body Guards - Guardie del corpo (2000).
À partir de 1990 il devient aussi réalisateur avec Faccione qu'il a écrit et dirigé sur mesure pour Nadia Rinaldi. Après Le Comte Max, qui rend hommage au cinéma de son père et de Mario Camerini, qu'il joue avec Ornella Muti, Anita Ekberg et sa mère Maria Mercader, De Sica continue dans la réalisation, mais pour lui-même dans Ricky e Barabba (1992) Uomini uomini uomini (1995), 
Tre (1996), Simpatici & antipatici (1998) et The Clan (2005).
Grand admirateur de Frank Sinatra et surtout de Marlon Brando, il a appelé son premier fils Brando.
Il est marié avec Silvia Verdone, sœur de Carlo Verdone.
C'est un fervent supporteur de la Lazio.

## Filmographie

### Comme acteur

#### Cinéma
- 1971 : Blaise Pascal
- 1972 : Paulina 1880 de Jean-Louis Bertuccelli
- 1973 : Una breve vacanza
- 1974 : La Cousine (La cugina) d'Aldo Lado : Ninì Scuderi
- 1975 : La madama
- 1975 : En 2000, il conviendra de bien faire l'amour (Conviene far bene l'amore) de Pasquale Festa Campanile
- 1976 : Bordella
- 1976 : Giovannino
- 1979 : Il malato immaginario
- 1979 : Liquirizia
- 1979 : L'Amour en première classe (Amore in prima classe)
- 1979 : Un'amore perfetto o quasi
- 1980 : Mi faccio la barca
- 1981 : Casta e pura
- 1982 : Viuuulentemente mia
- 1982 : Grog de Francesco Laudadio
- 1982 : Borotalco
- 1982 : Sapore di mare de Carlo Vanzina
- 1983 : Vacanze di Natale de Carlo Vanzina
- 1984 : Mi faccia causa
- 1984 : Vacanze in America de Carlo Vanzina
- 1985 : I pompieri de Neri Parenti
- 1985 : Asilo di polizia
- 1986 : Yuppies, i giovani di successo de Carlo Vanzina
- 1986 : Yuppies 2 de Enrico Oldini
- 1986 : Grandi magazzini
- 1987 : Montecarlo Gran Casinò
- 1987 : Missione Eroica - I pompieri 2
- 1987 : Bellifreschi
- 1988 : Compagni di scuola
- 1989 : Night Club de Sergio Corbucci
- 1989 : Fratelli d'Italia
- 1990 : Vacanze di Natale '90
- 1991 : Faccione
- 1991 : Le Comte Max (Il conte Max) de Christian de Sica
- 1991 : Vacanze di Natale '91
- 1992 : Ricky e Barabba
- 1992 : Anni 90
- 1993 : Anni 90 - Parte II
- 1994 : S.P.Q.R. 2000 e ½ anni fa
- 1995 : Vacanze di Natale '95 de Neri Parenti
- 1996 : A spasso nel tempo
- 1997 : A spasso nel tempo : l'avventura continua
- 1998 : Paparazzi de Neri Parenti
- 1998 : Simpatici & antipatici (it)
- 1999 : Tifosi  de Neri Parenti
- 1999 : Vacanze di Natale 2000  de Carlo Vanzina
- 2000 : Body Guards - Guardie del corpo
- 2001 : Merry Christmas de Neri Parenti
- 2002 : Natale sul Nilo
- 2003 : Natale in India
- 2004 : Christmas in Love de Neri Parenti
- 2005 : The Clan
- 2005 : Natale a Miami de Neri Parenti
- 2006 : Natale a New York de Neri Parenti
- 2007 : Natale in crociera de Neri Parenti
- 2008 : Natale a Rio de Neri Parenti
- 2009 : Natale a Beverly Hills
- 2010 : The Tourist de Florian Henckel von Donnersmarck
- 2010 : Il figlio più piccolo de Pupi Avati
- 2010 : Natale in SudAfrica
- 2011 : Vacanze di Natale a Cortina de Neri Parenti
- 2012 : Colpi di fulmine de Neri Parenti
- 2013 : Colpi di fortuna de Neri Parenti
- 2015 : Vacanze ai Caraibi de Neri Parenti
- 2016  "Fraulein, una fabia d'inverno" de Caterina Carone
- 2017 : Super vacanze di Natale (it)

##### Théâtre
- 2007-2008 Parlami di me écrit par Maurizio Costanzo et Enrico Vaine
- 2014-2015 Cinecittà[pas clair]

### Comme réalisateur
- 1991 : Faccione (it)
- 1991 : Le Comte Max (Il conte Max)
- 1992 : Ricky e Barabba (it)
- 1995 : Uomini uomini uomini (it)
- 1996 : Tre (it)
- 1998 : Simpatici e antipatici (it)
- 2005 : The Clan
- 2018 : Amici come prima (it)
- 2019 : Sono solo fantasmi (it)